# Mikel Landa
Pour les articles homonymes, voir Landa.
Mikel Landa Meana, né le 13 décembre 1989 à Murgia, est un cycliste espagnol. Professionnel depuis 2010, il a notamment terminé troisième du Tour d'Italie en 2015 et 2022, ainsi que du Tour de Lombardie en 2022. Il a remporté le classement de la montagne du Tour d'Italie 2017, ainsi qu'un total de trois étapes sur le Tour d'Italie et une autre sur le Tour d'Espagne.

## Biographie

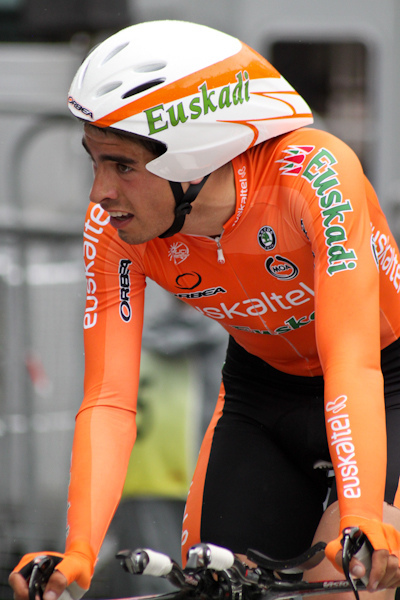
Mikel Landa lors du Critérium du Dauphiné 2011.

### Jeunesse et carrière amateur
Durant son enfance, Mikel Landa joue au football, à la pelote basque avant de passer au cyclisme. Il s'inscrit à 13 ans au Club Ciclista Zuyano, basé à Murgia, où habite sa famille. Ses succès dans les catégories de jeunes sont remarqués par la Fundacion Ciclista Euskadi, qui gère l'équipe professionnelle basque Euskaltel-Euskadi. Il est ainsi boursier de cette fondation durant sa dernière année au CC Zuyano, puis intègre en 2008 la nouvelle équipe amateur de la fondation, Naturgas Energía,.

### Début de carrière professionnelle chez Orbea puis Euskaltel-Euskadi
En 2010, Mikel Landa est membre de l'équipe continentale basque espagnole Orbea, filiale elle aussi de la Fundacion Ciclista Euskadi et de l'équipe Euskaltel-Euskadi. Avec l'équipe d'Espagne des moins de 23 ans, il termine à la cinquième place du Tour de l'Avenir. Il participe aux championnats du monde sur route où il se classe 18e de la course en ligne. Ces résultats permettent à Mikel Landa d'être recruté par Euskaltel-Euskadi et d'être le premier coureur à accomplir le parcours de formation complet de la Fundacion Ciclista Euskadi.
Mikel Landa intègre ainsi l'équipe Euskaltel-Euskadi en 2011. Deux blessures successives aux épaules perturbant ses premiers mois. En août, il obtient sa première victoire professionnelle aux lacs de Neila lors du Tour de Burgos devant des coureurs tels que Juan José Cobo, Joaquim Rodríguez ou son coéquipier Samuel Sánchez. L'année suivante, il est deuxième du Grand Prix Miguel Indurain et dispute son premier Tour d'Espagne (69e). En 2013, il est deuxième du Tour de la communauté de Madrid et du Tour des Asturies, sixième de la Classique de Saint-Sébastien et 39e du Tour d'Espagne. L'équipe Euskaltel-Euskadi disparaît à l'issue de cette saison.

### Chez Astana (2014-2015)
Mikel Landa est recruté pour 2014 par l'équipe Astana. Il remporte notamment la quatrième étape du Tour du Trentin. Par la suite, il participe au Tour d'Italie et au Tour d'Espagne dans un rôle d'équipier. Fin 2014, il est atteint d'un cytomégalovirus avant le stage de pré-saison.
Au printemps 2015, il remporte une étape du Tour du Pays basque et prend la deuxième place du Tour du Trentin, derrière Richie Porte. Il dispute ensuite le Tour d'Italie en tant qu'équipier de Fabio Aru. Il remporte, en altitude, les quinzième et seizième étapes, et passe à ce moment devant Aru au classement général, à la deuxième place. En gagnant les deux dernières étapes de montagnes, Aru récupère la deuxième place. Landa termine troisième de ce Giro.
Landa est présent au Tour d'Espagne en compagnie notamment dans son équipe de Vincenzo Nibali et Fabio Aru. Après l'exclusion de Nibali après la deuxième étape, Landa perd un quart d'heure dans la neuvième étape ce qui amène Aru à être le seul chef de file de son équipe. Landa remporte ensuite la onzième étape disputée en montagne et qui voit Aru devenir le maillot rouge de cette Vuelta. Landa déclare après cette victoire avoir attaqué en dépit des consignes d'équipe. Aru remporte ce Tour d'Espagne, Landa est de son côté 25e. Après cette course, Landa annonce son transfert dans l'équipe Sky et se justifie en affirmant son souhait de viser les grands tours et en indiquant dans l'équipe Astana ne pas être considéré comme un chef de file par rapport à des coureurs comme Nibali ou Aru.

### Chez Sky (2016-2017)

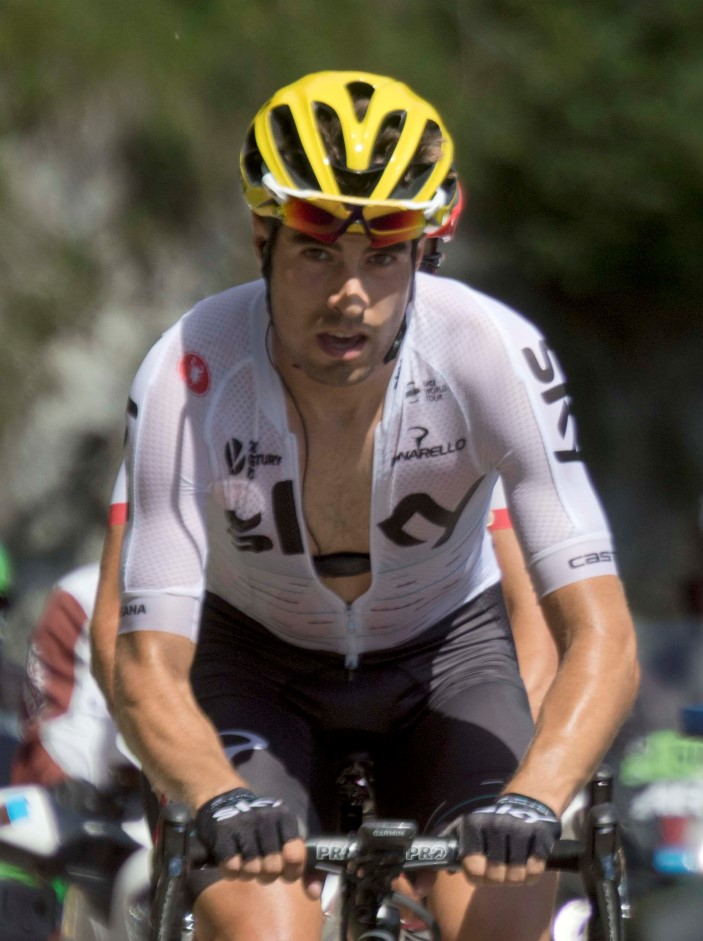
Landa durant le Tour de France 2017.

Mikel Landa aborde 2016 en ayant comme objectif principal le Tour d'Italie. Il vise également les Jeux olympiques. Sa saison de compétition, qui initialement doit commencer au début de février, débute dans la dernière semaine de mars lors de la Semaine internationale Coppi et Bartali. Ce report est dû notamment à un travail sur le contre-la-montre ou une maladie. En avril, pour sa première course de niveau UCI World Tour de la saison, le Tour du Pays basque, il en remporte la deuxième étape où il déclare avoir bénéficié de sa connaissance de l'ascension finale en tant que coureur local.
Vainqueur d'une étape du général du Tour du Trentin, il est chef de file de Sky pour le Tour d'Italie et annoncé comme prétendant à la victoire, il abandonne au cours de la dixième étape où il est rapidement lâché par le peloton. Son équipe déclare qu'il est « tombé malade » la veille de cette étape. Après un Tour de France disputé en tant qu'équipier de Christopher Froome, il doit participer au Tour d'Espagne. À quelques jours du départ, il renonce à y figurer à cause d'une gêne à une hanche.
En 2017, il participe au Giro. Il abandonne tout espoir au classement général lors de la 9e étape à la suite d'une chute au pied de l'ultime ascension, le Blockhaus. Il est en effet pris dans une chute collective causée par une collision avec la moto d'un policier et perd vingt-sept minutes ici. Il se tourne alors vers l'objectif d'un succès d'étape en se glissant dans des échappées. Il échoue plusieurs fois notamment dans la 18e étape où il est battu au sprint à Ortisei par Tejay Van Garderen. Ses efforts finissent par être récompensés lors de l'avant-dernière étape de montagne, où il triomphe seul à Piancavallo. De plus, ses nombreuses échappées lui ont permis d'engranger des points dans le classement de la montagne et il termine de loin le meilleur grimpeur de cette édition. Lors du Tour de France 2017, il est aligné en tant qu'équipier du vainqueur Christopher Froome. En grande forme bien qu'il ait participé au Giro, il accompagne les leaders sur toutes les étapes de montagnes. Il finit à la 4e place car lors du contre-la-montre la veille de l'arrivée, il manque pour une seconde de ravir le podium à Romain Bardet, avec le regret de ne pas avoir pu tout donner, retenu par son rôle d'équipier du maillot jaune. Lors de la Classique de Saint-Sébastien, Landa rejoue le rôle d'équipier dans le final de la course au profit de Michal Kwitakowski, qui remporte cette course. Ensuite, il participe au Tour de Burgos en tant que leader. Landa remporte la première étape et s'empare de la première place du classement général et ne la quittera plus jusqu'à la fin de l'épreuve. Il remporte un deuxième succès d'étape lors du troisième jour à Picón Blanco. Le 15 août, la Movistar annonce l'arrivée de Mikel Landa la saison 2018 et 2019.

### Passage chez Movistar (2018-2019)

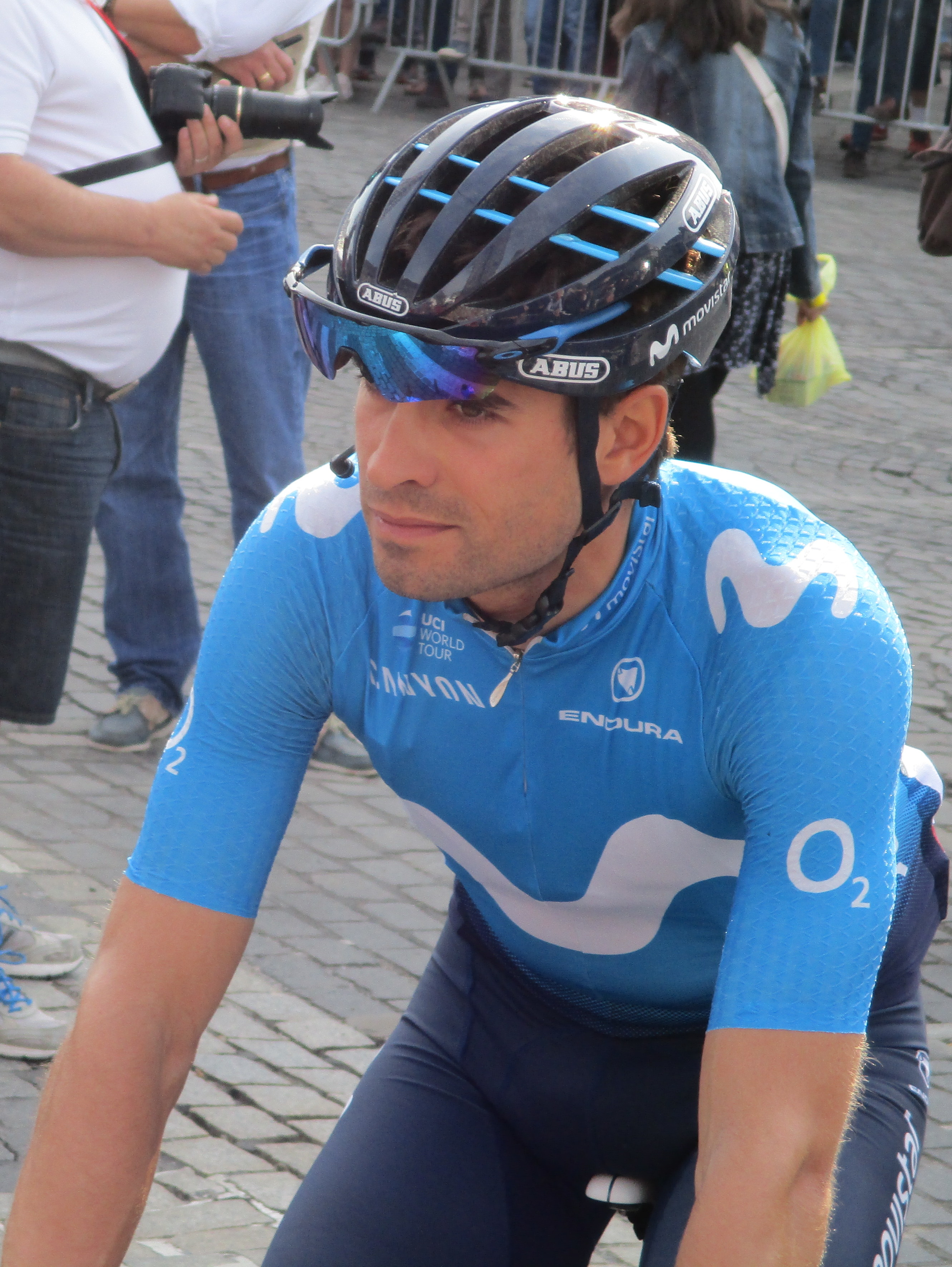
Au départ de Liège-Bastogne-Liège 2018.

En 2018, Landa rejoint l'équipe Movistar, où il doit partager le rôle de leader avec Nairo Quintana et Alejandro Valverde. Il commence sa saison avec une sixième place sur le Tour d'Andalousie. En mars, il obtient son premier succès lors de la 4e étape de Tirreno-Adriatico, où il s'impose lors d'un sprint en côte devant Rafał Majka et George Bennett à Sarnano Sassotetto. Il termine la course des deux mers à la sixième place du classement général. Après avoir terminé deuxième du Tour du Pays basque à plus d'une minute de Primož Roglič, il participe aux classiques d'avril sans obtenir de résultats. De retour à la compétition lors du Tour de Suisse, il participe ensuite au Tour de France en tant que co-leader de son équipe avec Valverde et Quintana. Malgré son effectif au départ, l'équipe Movistar réalise un Tour décevant, Landa termine meilleur coureur de l'équipe à la septième place du général. En raison d'une chute sur la Classique de Saint-Sébastien, dans laquelle il se casse une vertèbre, il déclare forfait pour le Tour d'Espagne.
En 2019, il axe son début de saison autour du Tour d'Italie, mais en raison d'une chute sur le Challenge de Majorque, dès son premier jour de course, il se fracture la clavicule droite et doit être opéré. Il revient à la compétition sur Milan-San Remo, puis remporte la 2e étape de la Semaine internationale Coppi et Bartali, se terminant à Sogliano al Rubicone. Lors du Tour d'Italie, il commence la course en tant que leader de son équipe, aidé dans ce rôle par Richard Carapaz. Lors de la troisième étape, il chute un rond-point et perd du temps, se retrouvant à 1 minute et 49 secondes du leader Primož Roglič. Après sa grande perte de temps dans le contre-la-montre individuel à Saint-Marin, le leader de l'équipe devient Carapaz. Landa passe plusieurs fois à l'attaque pour rattraper le temps perdu, comme c'est le cas à Ceresole Reale, Ponte di Legno et Monte Avena, où lors de cette dernière, il perd la victoire d'étape face à Pello Bilbao. Finalement, il termine quatrième du classement général remporté par Carapaz, après avoir perdu le podium aux dépens de Roglič lors du contre-la-montre finale à Vérone.
Sur le Tour de France qui suit, il partage le leadership comme l'année précédente avec Alejandro Valverde et Nairo Quintana. Dans le contre-la-montre par équipes de Bruxelles, il perd 1 minute et 5 secondes par rapport à l'équipe gagnante. Avant la première étape de montagne, il est à 1 minute 30 secondes du leader Julian Alaphilippe. Souvent à l'attaque sur le Tour, il termine finalement à la sixième place du général à quatre minutes du vainqueur Egan Bernal. Pour le reste de la saison, il abandonne pratiquement toutes les courses qu'il dispute.

### Chez Bahrain (2020-2023)

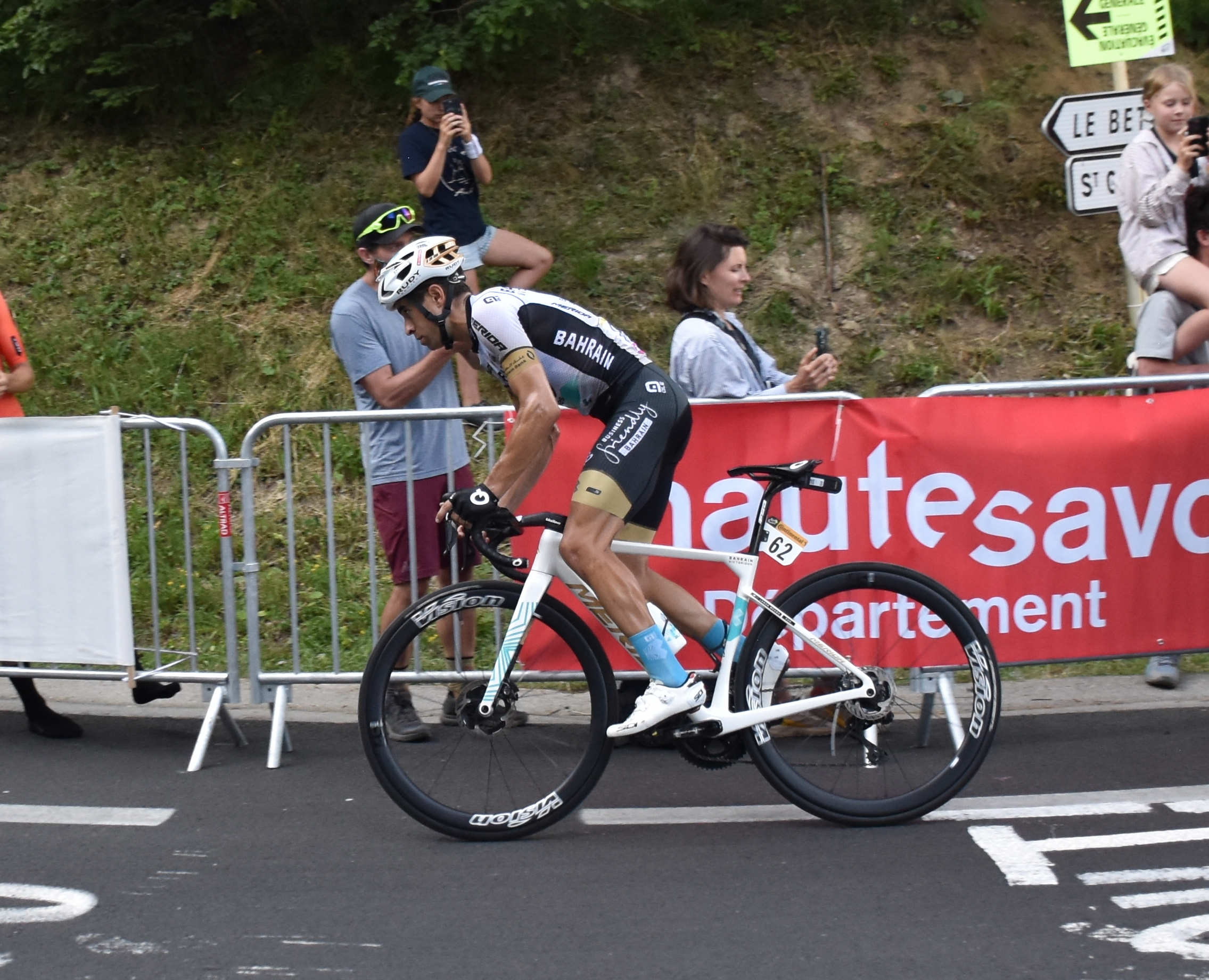
Mikel Landa - Tour de France 2023 - 5e de la 15e étape ici à 1 km de l'arrivée.

Mikel Landa s'engage en 2020 avec la formation Bahrain-McLaren au sein de laquelle il occupe un rôle de leader sur les courses par étapes plus affirmé que dans ses précédentes équipes. Troisième du Tour d'Andalousie après un combat pour le général contre Jakob Fuglsang, la saison est arrêtée en mars en raison de la pandémie de Covid-19. Il reprend à l'occasion du Tour de Burgos, où il progresse tout au long de la course, pour se classer 2ème du général derrière Remco Evenepoel. Sur le Critérium du Dauphiné il est avec les meilleurs lors des quatre premières étapes, mais en raison de problèmes au dos le dernier jour, il termine finalement 18e de l'épreuve. Il court le Tour de France en tant que leader unique. Dans la première semaine, il perd plus d'une minute lors d'une bordure. Il récupère petit à petit des places au général lors de l'étape du Puy Mary, celle du Grand Colombier et à Méribel. Lors du contre-la-montre de la vingtième étape, il parvient à remonter à la quatrième place du classement général. En fin d'année, il se classe 16e du championnat du Monde à Imola.
Il commence sa saison 2021 avec une sixième place sur le Trofeo Laigueglia, puis un podium sur le Grand Prix de l'industrie et de l'artisanat de Larciano. Lors de Tirreno-Adriatico, il se classe troisième du général à 4 minutes du vainqueur Tadej Pogačar. Il aborde ensuite le Tour d'Italie, son principal objectif de l'année. Faisant partie des favoris pour le classement général, il attaque au cours de la quatrième étape et fait partie du premier groupe de protagonistes pour le classement général. Le lendemain, il subit une chute et doit abandonner, atteint de fractures à plusieurs côtes et de la clavicule au côté gauche. De retour à la compétition en juillet, il retrouve le chemin du succès le mois suivant en remportant le général du Tour de Burgos. Sa fin de saison est marquée par des abandons, notamment sur le Tour d'Espagne, où il ne parvient pas à suivre les meilleurs en montagne. En octobre, son contrat avec sa formation est prolongé jusqu'en fin d'année 2023.
En mars 2022, il se classe à nouveau troisième du général de Tirreno-Adriatico, à plus de deux minutes du vainqueur Tadej Pogačar. En préparation pour le Tour d'Italie, il échoue aux portes du top 10 sur le Tour des Alpes. Lors du Giro, il se montre régulier et joue la victoire finale jusque dans les derniers jours. Il termine finalement troisième du classement général, comme en 2015. Après un Tour d'Espagne achevé à une décevante quatorzième place, il monte pour la première fois sur le podium d'une classique Monument, en terminant troisième du Tour de Lombardie, à dix secondes du duo Pogačar-Enric Mas.

### Soudal Quick-Step (2024-)
En août 2023, Soudal Quick-Step annonce le recrutement de Mikel Landa pour 2024 et 2025. L'objectif affiché pour Landa est de servir d'équipier en montagne pour Remco Evenepoel. Il a également la possibilité d'être leader sur le Tour d'Espagne et certaines courses par étapes. En mars, au Tour de Catalogne, il mène l'équipe Soudal Quick-Step et se classe deuxième, derrière Tadej Pogačar. À partir du 1er avril, il participe au Tour du Pays basque avec Evenepoel. Lors de la cinquième étape, au lendemain de l'abandon de son chef de file à la suite d'une chute collective, Landa tombe à son tour. Atteint d'une fracture de la clavicule droite et de deux fractures costales, il quitte la course. Il reprend la compétition en même temps qu'Evenepoel au début de juin sur le Critérium du Dauphiné où il termine 10e du classement général, trois places derrière son leader. Participant au Tour de France 2024 comme lieutenant d'Evenepoel, il accompagne le plus souvent son leader assez loin dans les étapes de montagne, réalise six tops 10 et termine le Tour à une belle cinquième place, soit deux places derrière son chef de file belge. Après une huitième place au Tour d'Espagne, il est sélectionné pour la course en ligne des championnats du monde disputée fin septembre sur un parcours favorable aux grimpeurs autour de Zurich où il est contraint à l'abandon.
Landa aborde 2025 en tant que chef de file de son équipe pour le Tour d'Italie puis équipier pour Evenepoel lors du Tour de France. Quelques jours avant le départ du Giro, le coureur espagnol signe une prolongation de contrat d'une saison avec la formation belge. Figurant parmi les favoris du Giro, il chute dans les derniers kilomètres de la première étape. Atteint d'une fracture à la onzième vertèbre thoracique, il est contraint à l'abandon,.

## Palmarès, résultats et classements mondiaux

### Palmarès amateur
- 2007
  - Bizkaiko Itzulia
- 2009
  - Soraluzeko Saria
  - Subida a Gorla
  - Premio La Trinidad
  - Premio Nuestra Señora de Oro
  - San Gregorio Proba
  - 3e de la Subida a Urraki

### Palmarès professionnel
| - 2011 - 5e étape du Tour de Burgos - 2012 - 2e du Grand Prix Miguel Indurain - 2013 - 2e du Tour de la communauté de Madrid - 2e du Tour des Asturies - 6e de la Classique de Saint-Sébastien - 2014 - 4e étape du Tour du Trentin - 2015 - 5e étape du Tour du Pays basque - 15e et 16e étapes du Tour d'Italie - 11e étape du Tour d'Espagne - 2e du Tour du Trentin - 3e du Tour d'Italie - 2016 - 2e étape du Tour du Pays basque - Tour du Trentin : - Classement général - 2e étape - 2017 - Tour d'Italie : - Classement de la montagne - Prix de la combativité - 19e étape - Tour de Burgos : - Classement général - 1re et 3e étapes - 2e du championnat d'Espagne du contre-la-montre - 4e du Tour de France - 5e de la Classique de Saint-Sébastien - 2018 - 4e étape de Tirreno-Adriatico - 2e du Tour du Pays basque - 6e de Tirreno-Adriatico - 7e du Tour de France | - 2019 - 2e étape de la Semaine internationale Coppi et Bartali - 4e du Tour d'Italie - 6e du Tour de France - 7e du Tour du Pays basque - 7e de Liège-Bastogne-Liège - 2020 - 2e du Tour de Burgos - 3e du Tour d'Andalousie - 4e du Tour de France - 2021 - Classement général du Tour de Burgos - 3e de Tirreno-Adriatico - 3e du Grand Prix de l'industrie et de l'artisanat de Larciano - 8e du Tour du Pays basque - 2022 - 3e de Tirreno-Adriatico - 3e du Tour d'Italie - 3e du Tour de Lombardie - 2023 - 2e du Tour d'Andalousie - 2e du Tour du Pays basque - 3e de la Flèche wallonne - 5e du Tour de Catalogne - 5e du Tour d'Espagne - 7e de Tirreno-Adriatico - 2024 - 2e du Tour de Catalogne - 5e du Tour de France - 8e du Tour d'Espagne - 10e du Critérium du Dauphiné - 2025 - 4e du Tour de Catalogne - 7e de Tirreno-Adriatico |

### Résultats sur les grands tours

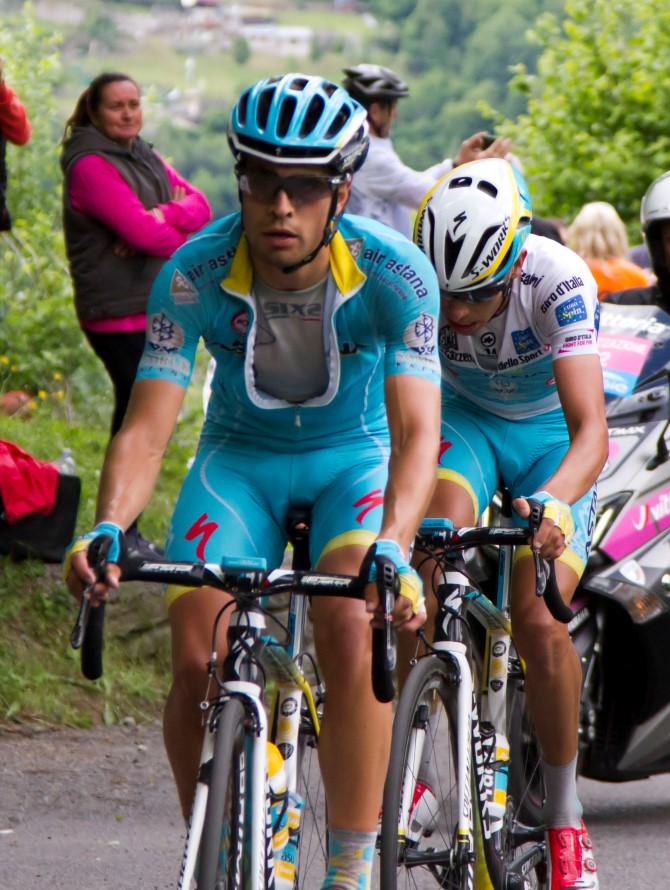
Mikel Landa devant Fabio Aru lors du Tour d'Italie 2015.

#### Tour de France
7 participations 
- 2016 : 35e
- 2017 : 4e
- 2018 : 7e
- 2019 : 6e
- 2020 : 4e
- 2023 : 19e
- 2024 : 5e

#### Tour d'Italie
8 participations
- 2014 : 34e
- 2015 : 3e, vainqueur des 15e et 16e étapes, du classement Azzurri d'Italia et de la Cima Coppi
- 2016 : abandon (10e étape)
- 2017 : 17e,  vainqueur du classement de la montagne, de la 19e étape,  du Prix de la combativité et de la Cima Coppi
- 2019 : 4e
- 2021 : abandon (5e étape)
- 2022 : 3e
- 2025 : abandon (1re étape)

#### Tour d'Espagne
8 participations
- 2012 : 69e
- 2013 : 39e
- 2014 : 28e
- 2015 : 25e, vainqueur de la 11e étape
- 2021 : abandon (17e étape)
- 2022 : 14e
- 2023 : 5e
- 2024 : 8e

### Classements mondiaux
| Année                                 | 2010 | 2011 | 2012 | 2013 | 2014 | 2015 | 2016 | 2017 | 2018 | 2019 | 2020 | 2021 | 2022 | 2023 | 2024 |
| ------------------------------------- | ---- | ---- | ---- | ---- | ---- | ---- | ---- | ---- | ---- | ---- | ---- | ---- | ---- | ---- | ---- |
| UCI World Tour                        |      | nc   | nc   | 115e | nc   | 34e  | 178e | 28e  | 40e  |      |      |      |      |      |      |
| Classement mondial                    |      |      |      |      |      |      | 139e | 26e  | 55e  | 34e  | 39e  | 63e  | 30e  | 19e  | 23e  |
| UCI Europe Tour                       | 750e |      |      |      |      |      | 122e | 43e  | 539e | 25e  | 32e  | 53e  | 24e  | 18e  | 19e  |
|                                       |      |      |      |      |      |      |      |      |      |      |      |      |      |      |      |
| Légende : nc = non classéSource : UCI |      |      |      |      |      |      |      |      |      |      |      |      |      |      |      |